# Euploea monilis
Euploea monilis är en fjärilsart som beskrevs av Moore 1883. Euploea monilis ingår i släktet Euploea och familjen praktfjärilar. Inga underarter finns listade i Catalogue of Life.